# Ofimàtica
S'anomena  ofimàtica  l'equipament maquinari i programari usat per crear, col·leccionar, emmagatzemar, manipular i transmetre digitalment la informació necessària en una oficina per fer tasques i assolir objectius bàsics. Les activitats bàsiques d'un sistema ofimàtic comprenen l'emmagatzematge de dades en brut, la seva transferència electrònica i la gestió d'informació electrònica relativa al negoci. L'ofimàtica ajuda a optimitzar o automatitzar els procediments existents.
També s'anomena ofimàtica l'estudi dels mètodes utilitzats per a resoldre tasques de les oficines mitjançant l'ús d'ordinadors.
L'ofimàtica amb xarxa d'àrea local (LAN) permet els usuaris de transmetre dades, correu electrònic i fins i tot veu per la xarxa. Totes les funcions pròpies del treball en oficina, incloent dictats, mecanografia, arxiu, còpies, fax, tèlex, microfilmat i gestió de fitxers, operació dels telèfons i la centraleta, cauen en aquesta categoria. L'ofimàtica va ser un concepte molt popular en les dècades del 1970 i 1980, quan els ordinadors de sobretaula es van popularitzar.
No cal la xarxa per treballar amb un paquet ofimàtic.

## Història
L'ofimàtica o l'automatització de l'oficina moderna, comença amb la màquina d'escriure i amb la fotocopiadora, que van permetre mecanitzar tasques que abans eren manuals.
Més a prop en el temps, l'automatització de l'oficina també va començar a incloure el traspàs d'informació cap a mitjans electrònics.
Però la revolució de l'automatització va arribar de la mà dels ordinadors, especialment dels ordinadors personals a partir de 1980. Encara que hem de recordar que va ser en l'any de 1971 quan va començar la revolució en la qual es van començar a fer cada vegada més de costum les tecnologies, les quals van ajudar per avançar en la recerca d'una societat més completa, en l'ambient laboral.
L'ofimàtica bàsicament es va originar per a la gestió de dades (gràcies al poder de càlcul i processament dels ordinadors), després per a l'emmagatzematge d'informació (atès que la capacitat d'emmagatzematge creixia i es feia més barat) i finalment l'intercanvi de dades (gràcies a les facilitats de les xarxes, la connexió a internet, etc.).